# Урсин Буржский
Урсин (лат. Ursinus, фр. Ursin) — святой Римско-католической церкви, первый епископ епархии Буржа.

## Биография
Франкский историк Григорий Турский пишет в «Истории франков», что Урсин был знаком с евангельским персонажем Нафанаилом, который, как утверждает Григорий Турский, был другом апостола Филиппа. Григорий Турский пишет, что Урсин присутствовал при мученической казни первомученника Стефана и апостол Пётр послал Урсина проповедовать христианство в Галлию.
В Галлию Урсин отправился со своим учеником Юстом, который умер по дороге. В Бурже Устин смог обратить в христианство многих жителей. В III веке Урсин стал епископом Буржа.

## Память
- День памяти в Католической церкви — 9 ноября.
- Именем святого Урсин назван французский муниципалитет Ла-Шапель-Сент-Юрсен;
- В муниципалитете Вилле-сюр-ле-Руль[фр.] находится источник святого Урсина. Местные жители считают, что вода этого источника излечивает кожные болезни.